# Августін Кіріце
Августін Кіріце (рум. Augustin Eduard Chiriţă; нар. 10 жовтня 1975, Решица, Румунія) — румунський футболіст, захисник, згодом — футбольний тренер. З початку 2015 року є тренером з фізичної підготовки в узбекистанському футбольному клубі «Буньодкор».

## Клубна кар'єра
Кар'єру футболіста розпочав у сезоні 1995/96 років у складі «Грівіца» (Бухарест), а наступного сезону перейшов до «Мінерула». У сезоні 1997/98 років захищав кольори клубу «Університатя» (Крайова), після чого підсилив «Арджеш». У липні 2003 року перейшов до львівських «Карпат». У футболці «зелено-білих» дебютував 2 липня 2003 року в переможному (1:0) домашньому поєдинку 3-го туру вищої ліги чемпіонату України проти запорізького «Металурга». Августін вийшов на поле на 41-ій хвилині, замінивши Василя Шведа. У футболці «левів» у чемпіонаті України зіграв 21 матч, ще 1 поєдинок провів у кубку України. Окрім цього у 2003 році провів 4 поєдинки у складі «Карпат-2». По завершенні сезону підсилив івано-франківський «Спартак». У футболці спартаківців дебютував 22 серпня 2004 року в програному (0:3) домашньому поєдинку 1/16 фіналу кубку України проти луцької «Волині». Кіріце вийшов на поле на 82-ій хвилині, замінивши Максима Чернишова. У першій лізі дебютував 28 серпня 2004 року в ніийному (0:0) виїзному поєдинку 5-го туру проти алчевської «Сталі». Августін вийшов у стартовому складі та відіграв увесь матч. Дебютним голом у футболці івано-франківського клубу відзначився 17 жовтня 2004 року на 5-ій хвилині (реалізував пенальті) програного (1:2) домашнього поєдинку 11-го туру першої ліги чемпіонату України проти сумського «Спартака-Горобини». Кіріце вийшов на поле в стартовому складі та відіграв увесь матч. Протягом свого перебування в «Спартаку» в чемпіонатах України зіграв 26 матчів та відзначився 7-ма голами, ще 1 поєдинок провів у кубку України. Влітку 2005 року виїхав до Ізраїля, де захищав кольори «Хапоеля» (Беер-Шева). Після цього повернувся до Румунії, де виступав у клубах «Арджеш», «Олт», «Юнкерсдорф» (Німеччина), «Альпром», «Інтер Газ» (Бухарест), «Вікторія» та «Атлетік». У «Вікторії» виконував функції капітана.

## Кар'єра тренера
Тренерську діяльність розпочав у Румунії, в клубі «Олт». Був асистентом і входив у тренерський штаб команди. З початку 2015 року працює тренером з фізичної підготовки в узбекистанському футбольному клубі «Буньодкор».